# تیملیچ اوهینگا
تیملیچ اوهینگا (به انگلیسی: Thimlich Ohinga) مجموعه ای از ویرانه‌های سنگی در شهرستان میگوری، نیانزا کنیا، در شرق آفریقا است. این بزرگترین اثر در میان ۱۳۸ سایتی است که شامل ۵۲۱ سازه سنگی هستند و در اطراف منطقه دریاچه ویکتوریا در کنیا ساخته شده‌اند. این سایت‌ها به شدت خوشه ای هستند. محوطه اصلی دارای دیوارهایی است که ضخامت آن‌ها از ۱ تا ۳ متر و ارتفاع آن از ۱ تا ۴٫۲ متر متغیر است. این سازه‌ها از بلوک‌های بدون پوشش، صخره‌ها و سنگ‌هایی که در جای خود بدون ملات نصب شده‌اند، ساخته شده‌است. سنگ‌های فشرده به هم چسبیده‌اند. اعتقاد بر این است که این سایت بیش از ۵۵۰ سال قدمت دارد.